# The Medium (trò chơi điện tử)
The Medium (tạm dịch: Nhà ngoại cảm) là một trò chơi kinh dị sinh tồn được phát triển bởi Bloober Team và được phát hành trên nền tảng Microsoft Windows cùng hệ máy trò chơi điện tử Xbox Series X/S.

## Lối chơi
The Medium là một trò chơi kinh dị sinh tồn theo góc nhìn thứ ba. Trò chơi xoay quanh một nhà ngoại cảm có tên Marianne, người có khả năng dịch chuyển giữa hai thực tại thật và siêu nhiên để thu thập các manh mối, hỗ trợ quá trình giải các câu đố. Ngoài ra, năng lực ngoại cảm của cô còn giúp Marianne chống lại các thế lực thù địch siêu nhiên.

## Cốt truyện
Marianne là một nhà ngoại cảm chuyên đi giúp đỡ những linh hồn vất vưởng trở về nơi an nghỉ cuối cùng. Cô luôn mơ thấy cảnh tượng một cô gái trẻ bị một người đàn ông bắn bên hồ nước. Trong quá trình tổ chức tang lễ cho người cha nuôi quá cố, Marianne nhận được một cuộc gọi từ một người đàn ông tên Thomas. Người này nói rằng anh ta biết cô sở hữu một năng lực siêu nhiên và hứa sẽ giải thích nguồn gốc của nó cũng như tại sao cô luôn có những  giấc mơ lạ về cô gái trẻ kia. Để nói chuyện, Thomas hẹn Marianne đến Khu nghỉ dưỡng Công nhân Niwa (Niwa Worker’s Resort). Đây là nơi nghỉ dưỡng của các công nhân Ba Lan thời cộng sản. Sau vụ Thảm sát Niwa một vài năm trước đó, Chính phủ đã đóng cửa nơi đây, để lại khu nghỉ dưỡng nằm giữa chốn rừng hoang vu.
Khám phá Niwa, Marianne phát hiện ở đây có một mối liên kết chặt chẽ với thế giới linh hồn. Đồng thời, cô tìm ra rằng Thomas, chủ quản lý khu nghỉ dưỡng cùng con gái Lilianne, chính là tâm chấn của vụ thảm sát năm xưa. Trong thế giới linh hồn ở Niwa, Marianne bắt gặp linh hồn của một cô bé có tên Sadness. Sadness cảnh báo cô về Maw, một hồn ma hung dữ có thể tồn tại ở cả hai thế giới thực và siêu nhiên. Bằng cách nhập vào cơ thể con người, sau đó chi phối cơ thể của họ để giết lẫn nhau, Maw chính là kẻ đã gây ra vụ án Niwa đẫm máu ngày trước. Maw đang truy tìm cô để thoả mãn cơn đói khát và thoát khỏi đây. Mặc dù Marianne hứa sẽ giúp Sadness siêu thoát, cô bé từ chối sự giúp đỡ của Marianne.
Khi tìm được đủ manh mối, Marianne phát hiện ra Thomas cũng là một nhà ngoại cảm đã trải qua hàng loạt các thí nghiệm của Đức Quốc Xã và Liên Xô. Anh đã bay về Ba Lan,ẩn náu tại Niwa và lập gia đình tại đây. Một gián điệp của Chính phủ có tên Henry đã phát hiện ra Thomas, đánh gục anh và bắt Thomas phải chứng kiến cảnh con mình bị thiêu sống trong nhà. Thomas vùng dậy tấn công và giết chết Henry. Marianne nhận ra rằng cô chính là con của Thomas. Sau vụ hoả hoạn, cô đã bị hôn mê. Thomas để cô lại ở bệnh viện trong khi tiếp tục sống với đứa con Lilianne tại Niwa.
Marianne khám phá ra một boong-ke nằm phía trên tàn tích ngôi nhà cô từng ở. Tại đây cô gặp phần linh hồn còn lại của Thomas, người cha thật của cô. Ông giải thích rằng Lilianne không thể kiềm chế năng lực của mình nên đã giam cô lại trong boong-ke. Tuy nhiên, Lilianne vẫn triệu hồi được Maw và gây ra vụ thảm sát. Tuy một phần linh hồn của Thomas chắc chắn rằng mình không phải là thủ phạm đã gây nên cái chết của Lilianne, ông vẫn không thể biết được nửa còn lại của mình đang ở đâu. Khi Maw tiến tới gần, Thomas nói với con rằng chỉ cô mới có thể ngăn chặn được con quỷ dữ trước khi đẩy cô ra và hy sinh thân mình nhằm mục đích cầm chân Maw.
Vẫn còn bị nhức nhối bởi số phận của Lilianne, Marianne rời boong-ke và đi đến nơi hồ nước cô từng mơ thấy. Ở đó, cô gặp Lilianne, bình an vô sự. Lilianne giải thích cho cô rằng giấc mơ ấy không phải là ký ức từ quá khứ mà chính là điểm báo của tương lai. Nói xong, cô đưa Marianne một khẩu súng, yêu cầu Marianne kết liễu cuộc đời mình để Maw không thể lộng hành nữa. Đây cũng chính là lý do tại sao Sadness, linh hồn của Lilianne lại từ chối lời đề nghị của Marianne ở đầu trò chơi. Marianne do dự, cô chợt nhớ lại lời dặn của cha mình. Chĩa nòng súng về phía bản thân, cô sẽ tự vẫn để Maw bị mắc kẹt tại Niwa vĩnh viễn. Maw sau đó đã tới nơi, thúc giục cô bóp cò. Trò chơi kết thúc, không rõ Marianne đã bắn ai.
Trong một phân cảnh hậu danh đề, có thể thấy một người đàn ông đi lang thang ở thế giới linh hồn, dừng lại một lúc và nhặt chiếc đồng hồ bỏ túi của Thomas.